# Parafia św. Marii Magdaleny w Nowym Miasteczku
Parafia pw. św. Marii Magdaleny w Nowym Miasteczku – rzymskokatolicka parafia, należąca do dekanatu Kożuchów diecezji zielonogórsko-gorzowskiej, metropolii szczecińsko-kamieńskiej w Polsce, erygowana w 1374. Siedziba mieści się przy ulicy Polnej.

## Miejsca kultu

### Kościół parafialny
- kościół pw. św. Marii Magdaleny w Nowym Miasteczku

### Kościoły filialne
- Kościół pw. św. Klemensa w Borowie Polskim
- Kościół pw. św. Marcina w Gołaszynie
- Kościół pw. Opatrzności Bożej w Nowym Miasteczku
- Kościół pw. św. Michała w Popęszycach
- Kaplica w byłej szkole w Rejowie